# Fulton (Missouri)
Fulton ist eine City (Vereinigte Staaten) im US-Bundesstaat Missouri und Sitz der Countyverwaltung (County Seat) von Callaway County. Das U.S. Census Bureau hat bei der Volkszählung 2020 eine Einwohnerzahl von 12.600 ermittelt.
Fulton liegt 155 km westlich von St. Louis, 35 km östlich von Columbia (Missouri), 135 km südwestlich von Quincy, und 229 km östlich von Kansas City in deren Ballungsraum und gehört zum Callaway County. Durch die Stadt fließt der Stinson Creek.

## Söhne und Töchter der Stadt
- Dixie Kid (1883–1934), Boxer
- Helen Stephens (1918–1994), Leichtathletin und Olympiasiegerin („The Fulton Flash“)
- Jimmie Lunceford (1902–1947), Jazzmusiker (Altsaxophon) und Bandleader
- William F. Baker (* 1953), Ingenieur, Konstrukteur des Burj Khalifa

Joe McBride Jazz,R&B, Funk-Musiker

## Persönlichkeiten in Verbindung mit Fulton
- Winston Churchill (1874–1965), britischer Politiker und seine Rede in Fulton